# Yoshito Usui
Yoshito Usui (臼井 儀人 Usui Yoshito?,  Shizuoka, Prefectura de Shizuoka, 21 de abril de 1958 - Shimonita, Prefectura de Gunma, 20 de septiembre de 2009) fue un mangaka japonés, conocido nacional e internacionalmente por ser el creador del manga y anime Shin-chan. Su nombre real era Yoshihito Usui (臼井 義人 Usui Yoshihito?).

## Biografía
Yoshihito Usui nació el 21 de abril de 1958 en la ciudad de Shizuoka, prefectura de Shizuoka. En 1977, se graduó en la escuela secundaria de Saitama. Poco después, comenzó a trabajar en un supermercado durante el día, mientras que por las noches asistía a clases de diseño. En 1979, entró a trabajar en una empresa de publicidad, y en 1985 ganó el premio a dibujantes debutantes de la revista Manga Action, lo que le impulsó a publicar el manga Darakuya Store Monogatari.
En 1990, publicó el manga Office Lady Gumi y, en septiembre de ese mismo año, la obra que lo haría famoso a nivel internacional, Shin-chan. Dicho manga siguió en curso hasta su muerte. Dos años más tarde, comenzó a emitirse una serie de televisión de Shin-chan a través de TV Asahi y a partir de ese año se estrenó en los cines japoneses la primera película sobre el manga.
Otras obras menos conocidas de Usui son Mix Connection, Scrambled Egg, Super Mix y Unbalance Zone.

## Muerte

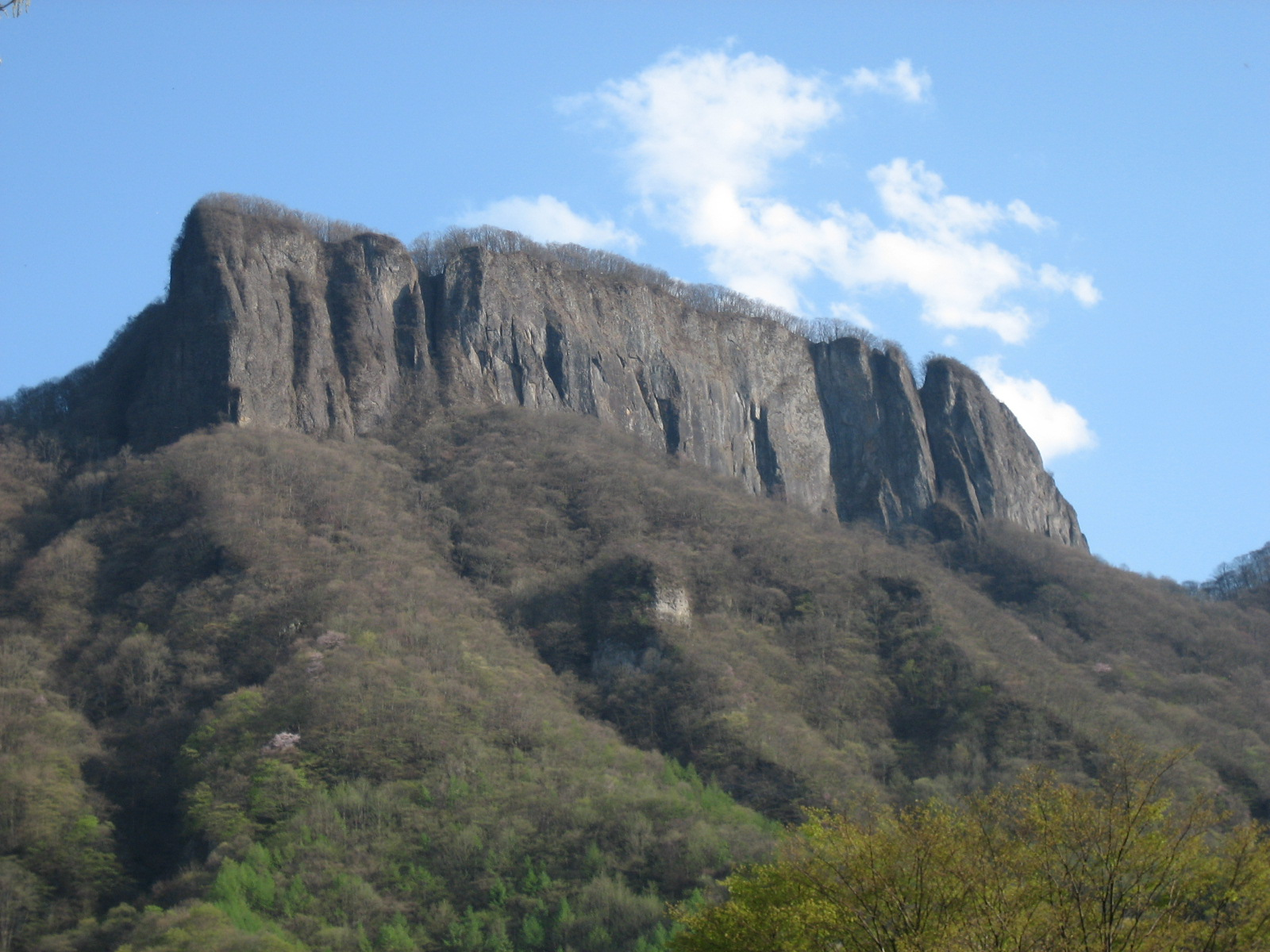
El monte Arafune, donde fue encontrado el cuerpo de Usui.

El 11 de septiembre de 2009, Usui desapareció después de haber ido a practicar senderismo a una zona montañosa en el monte Arafune, en la prefectura de Gunma. Antes de partir, Usui había asegurado a sus familiares que regresaría ese mismo día. Sin embargo no lo hizo, y su familia reportó su desaparición el 12 de septiembre. 
Pocos días después, unos excursionistas avistaron un cuerpo desde lejos, pero no pudieron acceder a la zona. La noticia de la desaparición de Usui se expandió rápidamente cuando los excursionistas regresaron. La policía encontró un cuerpo cuyas ropas coincidían con las descritas por la familia del dibujante. El 20 de septiembre se rescató el cuerpo del barranco en el que se había encontrado y tras las correspondientes pruebas, se confirmó que el cadáver era de Usui. Su cámara fue recuperada y reveló que su última foto había sido tomada desde el borde del acantilado. Según la autopsia realizada, Usui probablemente murió el mismo día 11 o poco después, tras sufrir una caída de 120 metros.
Su funeral se llevó a cabo de forma privada el 23 de septiembre.

## Vida personal
Usui estaba casado y tenía dos hijas, quienes para el momento de su muerte ya habían abandonado el hogar familiar.

## Obras
- 1985 - Darakuya Store Monogatari (だらくやストア物語, Darakuya Sutoa Monogatari)
- 1990 - Office Lady Gumi (おーえるグミ, Ōeru Gumi)
- 1990 - Crayon Shin-chan (クレヨンしんちゃん, Kureyon Shin-chan)
- 1992 - Unbalance Zone (あんBaらんすゾーン, Anbaransu Zōn)
- 1992 - Super Shufu Tsukimi-san (スーパー主婦月美さん)
- 1992 - Scramble Egg (すくらんぶるえっぐ, Sukuramburu Eggu
- 1992 - Kabushiki-gaisha Kurubushi Sangyō 24-ji ((株)くるぶし産業24時)
- 1993 - Usui Yoshito no Motto: Hiraki Naotchau zo! (臼井儀人のもっと ひらきなおっちゃうぞ!)
- 1993 - Hiraki Naotchau zo! (ひらきなおっちゃうぞ!)
- 1993 - Super Mix (すぅぱあ・みっくす, Supā Mikkusu)
- 1993 - Mix Connection (みっくす・こねくしょん, Mikkusu Konekushon)
- 1994 - Usui Yoshito no Buchikama Theater (臼井儀人のぶちかまシアター, Usui Yoshito no Buchikama Shiatā)
- 1998 - Atashira Haken Queen (あたしら派遣クイーン, Atashira Haken Kuīn)
- 2000 - Usui Yoshito Connection (臼井儀人こねくしょん, Usui Yoshito Konekushon)
- 2002 - Shiwayose Haken Gaisha K.K. (しわよせ派遣会社 (株))
- 2008 - Crayon Shin-chan: Cho Arashi wo Yobu Kinpoko no Yuusha (映画クレヨンしんちゃんちょー嵐を呼ぶ金矛(キンポコ)の勇者)